# Août 1983

## Événements
- 4 août : coup d'État du capitaine Thomas Sankara en Haute-Volta (fin en 1987).
- 7 août (Formule 1) : Grand Prix automobile d'Allemagne.
- 10 août (Chili) : Augusto Pinochet nomme un civil conservateur, Sergio Onofre Jarpa, au ministère de l’Intérieur avec mission d’établir un dialogue avec l’opposition.
- 10 - 11 août : la France déclenche l'« Opération Manta » au Tchad[1]. Les troupes françaises interviennent au Tchad, en proie à la guerre civile. Les partisans hostiles au gouvernement d'Hissène Habré sont soutenus par la Jamahiriya arabe libyenne.
- 14 août (Formule 1) : Grand Prix automobile d'Autriche.
- 21 août : aux Philippines, le chef de l'opposition Benigno Aquino est assassiné à l'aéroport de Manille à son retour d'exil.
- 26 - 28 août : Rallye des 1000 lacs.
- 28 août : 
  - démission de Menahem Begin, premier ministre israélien[2].
  - Formule 1 : Grand Prix automobile des Pays-Bas.
- 31 août : un Boeing sud-coréen est abattu par la chasse soviétique croyant avoir affaire à un avion-espion américain dans son espace aérien, au large de l'île Sakhaline (269 morts).

## Naissances
- 2 août : Michel Bastos, footballeur brésilien.
- 3 août : Christophe Willem, chanteur français révélé par la Nouvelle Star.
- 4 août :
  - Nathaniel Buzolic, acteur et animateur de télévision australien.
  - Daniel Theorin, footballeur suédois.
- 6 août : Robin van Persie, footballeur néerlandais.
- 8 août :
  - Alexandra Coletti, skieuse alpine monégasque.
  - Chris Dednam, joueur sud-africain de badminton.
  - Ivana Đerisilo, joueuse serbe de volley-ball.
  - Hitomi Kanehara (金原, ひとみ), romancière japonaise.
  - Vittorio Parrinello, boxeur italien.
  - Vivian Yusuf, judokate nigériane.
- 9 août :
  - Evgenia Lamonova, escrimeuse russe.
  - Adrien Michaud, athlète français.
- 11 août : Chris Hemsworth, acteur australien.
- 14 août : Mila Kunis, actrice américano-ukrainienne.
- 15 août : Ava Santana, actrice américaine.
- 18 août : Mika, chanteur, compositeur, musicien britannique.
- 21 août : Vincent Mouillard, basketteur français.
- 27 août : Matthieu de Boisset, patineur de vitesse sur piste courte français.
- 30 août :
  - Gustavo Eberto, footballeur argentin († 3 septembre 2007).
  - Jun Matsumoto, acteur et chanteur japonais du groupe Arashi.
- 31 août : Roddy Darragon, vice-champion olympique de ski de fond.

## Décès
- 2 août : James Jamerson, bassiste Motown américain.
- 6 août : Klaus Nomi, chanteur.